# Prano Bailey-Bond
Prano Bailey-Bond (Aberystwyth, 1982) és una guionista i directora de cinema gal·lesa.

## Argument
Prano Bailey-Bond va néixer a Aberystwyth i també viu a la comunitat de la costa occidental de Gal·les. Després de graduar-se a l'escola, primer tenia previst convertir-se en actriu de teatre, després va estudiar al London College of Printing, l'actual London College of Communication. Després de llicenciar-se, Bailey Bond va començar a treballar en la postproducció de pel·lícules i més tard va treballar com a director de vídeos musicals i alguns curtmetratges.
A la seva primera pel·lícula Censor, que va dirigir i va escriure el guió, una dona jove, interpretada per Niamh Algar, treballa per a l'autoritat del British Board i en presència d'una pel·lícula de terror, està encantada de descobrir el seu misteriós enemic. La primera previsualització de la pel·lícula es va completar a finals de gener de 2021 al Festival de Cinema de Sundance de 2021.
Bailey-Bond va ser nominada per a un dels premis "Stars of Tomorrow" del 2018 per Screen International i per a un dels premis "10 Directors to Watch" del 2021 per Variety. Va formar part del jurat de la secció oficial del 75à Festival Internacional de Cinema de Locarno.
Bailey-Bond es troba entre la dotzena de la MetFilm School de Londres.

## Filmografia

### Curtmetratges
- Short Lease (2010) – co-dirigida per Bailey-Bond i Jennifer Eiss[8]
- Man vs Sand (2012) – dirigida per Bailey-Bond[9]
- The Trip (2013) – dirigida per Bailey-Bond[9]
- Nasty (2015) – escrita i dirigida per Bailey-Bond[9]
- Shortcut (2016) – dirigida per Bailey-Bond[8]

### Llargmetratges
- Censor (2021) – escrita i dirigida per Bailey-Bond[10][11]

## Premis
Premis British Independent Film
- 2021: Nominació a Millor debut en direcció (Censor)
- 2021: Nominació al Millor llibre d'enregistrament debut (Censor)

Premi del Cercle de Crítics de Cinema de Londres
- 2021: Nominació al premi a la millor pel·lícula britànica (Censor)[12]

Festival de curtmetratges de Londres
- 2016: Nominació com a Millor director (Nasty)

Festival Internacional de Cinema de Palm Springs
- 2021: A la llista 10 Directors to Watch (Censor)[13]